# Sidney Chevalier Kirkman
Sir Sidney Chevalier Kirkman, britanski general, * 1895, † 1982.